# Avon Futures Championships
L'Avon Futures Championships è stato un torneo femminile di tennis che si disputava ad Austin negli USA su campi in sintetico indoor.

## Albo d'oro

### Singolare
| Anno       | Campionessa          | Finalista        | Punteggio     |
| ---------- | -------------------- | ---------------- | ------------- |
| 1975       | Chris Evert          | Billie Jean King | 4–6, 6–3, 7–6 |
| 1976       | Chris Evert          | Evonne Goolagong | 6–3, 7–6      |
| 1977- 1981 | Non disputato        | Non disputato    | Non disputato |
| 1982       | Claudia Kohde Kilsch | Helena Suková    | 7–6, 0–6, 6–3 |

### Doppio
| Anno | Campionesse                  | Finalista                | Punteggio |
| ---- | ---------------------------- | ------------------------ | --------- |
| 1982 | Pat Medrado Cláudia Monteiro | Jan Lehane Mimi Wikstedt | 6–0, 6–1  |